# Prima Donna (Popband)
Prima Donna war eine kurzlebige britische Popgruppe. Die Mitglieder waren die Sänger und Sängerinnen Kate und Jane Robbins, Danny Finn, Sally Ann Triplett, Alan Coates und Lance Aston.

## Werdegang
Als Gewinner der britischen Vorauswahl durfte die Gruppe beim Eurovisie Songfestival 1980 in Den Haag für ihr Land antreten. Mit dem Poptitel Love Enough for Two erreichten sie den dritten Platz. Sally Ann Triplett nahm 1982 als Mitglied der Gruppe Bardo erneut am Eurovision Song Contest teil und belegte dort Rang sieben.